# George P. Cosmatos
George Pan Cosmatos (n. 4 ianuarie 1941, Florența, Regatul Italiei – d. 19 aprilie 2005, Victoria, British Columbia, Canada) a fost un regizor și scenarist greco-italian. După succesul timpuriu din țara sa natală cu filme dramatice precum Represalii la Roma cu Richard Burton (bazat pe Masacrul de la Grotele Ardeatine din viața reală), Cosmatos și-a reorientat cariera către filme de acțiune și aventură de succes, inclusiv Podul Cassandra și Evadare din Atena, ambele fiind coproducții britanico-italiene. După ce s-a mutat în America de Nord, a regizat filmul de groază Of Unknown Origin. Au urmat unele dintre cele mai cunoscute lucrări ale sale, inclusiv filmele de acțiune Rambo: First Blood Part II și Cobra (ambele cu Sylvester Stallone), filmul de groază științifico-fantastic Leviatan și apreciatul western Tombstone.

## Tinerețe
Cosmatos s-a născut într-o familie grecească în Florența, Italia, și a crescut în Egipt și Cipru. Se spune că ar fi vorbit fluent în șase limbi. După ce a studiat cinematografia la London Film School, unde și-a cunoscut viitoarea soție, sculptoarea și artista suedeză Birgitta Ljungberg, când amândoi aveau 17 ani, a devenit asistent de regie al lui Otto Preminger la filmul Exodus (1960), bazat pe romanul lui Leon Uris despre nașterea statului Israel. 
În 1960, s-a căsătorit cu Birgitta, născută în Haverö, municipalitatea Ånge din Medelpad, la 26 iulie 1941. Ulterior, a lucrat la Zorba Grecul (1964), în care Cosmatos a avut un rol minor. La 1 februarie 1974, cuplul a avut primul și singurul lor copil, Panos Cosmatos⁠(d), născut la Roma. La începutul anilor 1980, familia s-a mutat în Victoria, Columbia Britanică.

## Carieră
Cosmatos a avut succes în Italia odată cu regia filmelor Represalii la Roma (1973) cu Marcello Mastroianni și Podul Cassandra (1976) cu Sophia Loren. În 1979, a realizat filmul britanic de aventură Evadare din Atena, cu o distribuție formată din vedete, incluzând Roger Moore, David Niven, Telly Savalas, Elliott Gould și Claudia Cardinale. A debutat regizoral în America de Nord cu filmul de groază canadian De origine necunoscută (Of Unknown Origin). Apoi a regizat succesul de box-office Rambo: First Blood Part II, cu Sylvester Stallone în rolul principal și Cobra, un alt film de succes cu Stallone, în 1986. În același an, la 8 august, George P. Cosmatos a semnat un acord exclusiv cu De Laurentiis Entertainment Group⁠(d) pentru a regiza patru filme, dar niciunul dintre acestea nu a fost produs în cele din urmă.
În 1989, a regizat filmul de groază științifico-fantastic Leviatan, cu Peter Weller, Richard Crenna, Ernie Hudson și Amanda Pays, cu efecte speciale concepute de Stan Winston.
La sfârșitul carierei sale, Cosmatos a primit numeroase laude pentru Tombstone, un film western din 1993 despre Doc Holliday⁠(d) și Wyatt Earp. Acest film a fost lăudat în special pentru performanța excepțională a lui Val Kilmer ca Doc Holliday. Kurt Russell, care l-a interpretat pe Wyatt Earp, a spus că Stallone i l-a recomandat pe Cosmatos după înlăturarea primului regizor, scriitorul Kevin Jarre⁠(d), dar Cosmatos a mai lucrat și cu producătorul executiv al Tombstone, Andrew G. Vajna, la Rambo: First Blood Part II.
La 6 iulie 1997, soția sa, Birgitta, a murit (este înmormântată acolo unde s-a născut), iar cariera lui Cosmatos a încetat. În afara carierei sale cinematografice, Cosmatos a fost un colecționar remarcabil de cărți rare, concentrându-se în principal pe literatura engleză din secolele XIX-XX și pe lucrări cu autograf. Biblioteca lui a fost vândută prin intermediul lui Sotheby's.
George Pan Cosmatos a murit de cancer pulmonar la 19 aprilie 2005, în casa sa din Victoria, Columbia Britanică, la vârsta de 64 de ani. Fiul său, Panos Cosmatos, a spus că filmul său suprarealist Beyond the Black Rainbow lansat în mod independent, a fost finanțat în principal din drepturile de autor ale tatălui său pentru filmul Tombstone. Panos a continuat ca regizor independent, lucrând în principal la filme de groază (ca de exemplu Mandy), unde este remarcat pentru atmosfera suprarealistă a filmelor sale.

## Filmografie
- 1971 Sin
- 1973 Represalii la Roma (Massacre in Rome)
- 1976 Podul Cassandra (The Cassandra Crossing)
- 1979 Evadare din Atena (Escape to Athena)
- 1983 Of Unknown Origin
- 1985 Rambo II
- 1986 Cobra
- 1989 Leviathan
- 1993 Tombstone
- 1997 Shadow Conspiracy